# Чеховка (Україна)
Че́ховка — село в Україні, у Нижньосірогозькій селищній громаді Генічеського району Херсонської області. Населення становить 166 осіб.

## Історія
12 червня 2020 року, відповідно до розпорядження Кабінету Міністрів України № 726-р «Про визначення адміністративних центрів та затвердження територій територіальних громад Херсонської області», увійшло до складу Нижньосірогозької селищної громади.
19 липня 2020 року, в результаті адміністративно-територіальної реформи та ліквідації Нижньосірогозького району увійшло до складу Генічеського району.
Село тимчасово окуповане російськими військами 24 лютого 2022 року.
22 червня 2023 року рішенням №230 Національної комісії зі стандартів державної мови віднесено до списку населених пунктів, які «можуть не відповідати лексичним нормам української мови», зокрема стосуватися «російської імперської чи колоніальної політики». Громаді рекомендовано запропонувати нову назву в установленому законодавством порядку.
Фермерське господарство «Меліса». Вулиці: Інтернаціональна, Східна.

## Населення
Згідно з переписом УРСР 1989 року чисельність наявного населення села становила 232 особи, з яких 108 чоловіків та 124 жінки.
За переписом населення України 2001 року в селі мешкало 167 осіб.

### Мова
Розподіл населення за рідною мовою за даними перепису 2001 року:
| Мова       | Відсоток |
| ---------- | -------- |
| українська | 79,52 %  |
| російська  | 20,48 %  |

## Постаті
- Борденюк Борис Борисович (1987—2019) — старший солдат Збройних сил України, учасник російсько-української війни.